# Krasnoje (rejon tarnoski)
Krasnoje (ros. Красное) – wieś w Rosji, w rejonie tarnoskim obwodu wołogodzkiego. W 2010 r. liczyła 402 mieszkańców.